# Görögország az 1968. évi nyári olimpiai játékokon
Görögország a mexikói Mexikóvárosban megrendezett 1968. évi nyári olimpiai játékok egyik részt vevő nemzete volt. Az országot az olimpián 7 sportágban 44 sportoló képviselte, akik összesen 1 érmet szereztek.

## Érmesek
| Érem  | Versenyző             | Sportág  | Versenyszám        |
| ----- | --------------------- | -------- | ------------------ |
| Bronz | Pétrosz Galaktópulosz | Birkózás | Kötöttfogás, 70 kg |

## Atlétika
Férfi
| Versenyző            | Versenyszám | Előfutam | Előfutam | Előfutam | Elődöntő | Elődöntő | Elődöntő | Döntő   | Döntő    |
| Versenyző            | Versenyszám | Idő      | Hely.    | Össz.    | Idő      | Hely.    | Össz.    | Idő     | Helyezés |
| -------------------- | ----------- | -------- | -------- | -------- | -------- | -------- | -------- | ------- | -------- |
| Joánisz Virvílisz    | 1500 m      | 3:55,57  | 8.       | 32.      | kiesett  | kiesett  | kiesett  | kiesett | kiesett  |
| Jeórjiosz Birmbilísz | 400 m gát   | 52,62    | 8.       | 28.      | kiesett  | kiesett  | kiesett  | kiesett | kiesett  |

| Versenyző             | Versenyszám | Selejtező | Selejtező | Döntő    | Döntő    |
| Versenyző             | Versenyszám | Eredmény  | Helyezés  | Eredmény | Helyezés |
| --------------------- | ----------- | --------- | --------- | -------- | -------- |
| Joánisz Kuszúlasz     | Magasugrás  | 209 cm    | 20.       | kiesett  | kiesett  |
| Pandelísz Nikolaídisz | Rúdugrás    | 480 cm    | 16.       | kiesett  | kiesett  |
| Hrísztosz Papanikoláu | Rúdugrás    | 490 cm    | 3.*       | 535 cm   | 4.       |
| Evángelosz Vlászisz   | Hármasugrás | 15,71 m   | 22.       | kiesett  | kiesett  |
| Jeórjiosz Lemonísz    | Súlylökés   | 16,43 m   | 17.       | kiesett  | kiesett  |

* - öt másik versenyzővel azonos eredményt ért el

## Birkózás
Kötöttfogású
| Versenyző             | Versenyszám | 1. forduló                      | 2. forduló                     | 3. forduló                           | 4. forduló                                | 5. forduló                  | 6. forduló                     | 7. forduló                  | Döntő                                                                                         | Helyezés    |
| Versenyző             | Versenyszám | Ellenfél Eredmény               | Ellenfél Eredmény              | Ellenfél Eredmény                    | Ellenfél Eredmény                         | Ellenfél Eredmény           | Ellenfél Eredmény              | Ellenfél Eredmény           | Ellenfél Eredmény                                                                             | Helyezés    |
| --------------------- | ----------- | ------------------------------- | ------------------------------ | ------------------------------------ | ----------------------------------------- | --------------------------- | ------------------------------ | --------------------------- | --------------------------------------------------------------------------------------------- | ----------- |
| Vaszíliosz Ganótisz   | 52 kg       | Domenico Centurioni (ITA) · 1-3 | Petar Kirov (BUL) · 3-1        | Jussi Vesterinen (FIN) · 3-1         | kiesett                                   | kiesett                     |                                |                             | kiesett                                                                                       | helyezetlen |
| Óthon Moszhídisz      | 57 kg       | Karlo Čović (YUG) · 1-3         | Javier Raxón (GUA) · kétvállas | Varga János (HUN) · 3-1              | An Cshonjong (An Cheon-Yeong) (KOR) · 1-3 | erőnyerő                    | Ivan Kocsergin (URS) · 2.5-2.5 | Ion Baciu (ROU) · kétvállas | kiesett                                                                                       | 4.          |
| Nikólaosz Lazáru      | 63 kg       | Tadeusz Godyń (POL) · 1-3       | Jiří Švec (TCH) · kizárták     | Metin Alakoç (TUR) · kizárták        | kiesett                                   | kiesett                     | kiesett                        |                             | kiesett                                                                                       | helyezetlen |
| Pétrosz Galaktópulosz | 70 kg       | Mario Tovar (MEX) · kétvállas   | Klaus Pohl (GDR) · kétvállas   | António Galantinho (POR) · kétvállas | Szo Hungjo (Seo Hun-Gyo) (KOR) · 1-3      | Gennady Sapunov (URS) · 1-3 | Munemura Munedzsi (JPN) · 3-1  | erőnyerő                    | 1. mérkőzés · Stevan Horvat (YUG) · 2.5-2.5 · Hozott eredmény · Munemura Munedzsi (JPN) · 3-1 |             |
| Dimítriosz Szávasz    | 78 kg       | Adam Ostrowski (POL) · 2.5-2.5  | Larry Lyden (USA) · 1-3        | Milan Nenadić (YUG) · 3-1            | kiesett                                   |                             |                                |                             | kiesett                                                                                       | helyezetlen |

Szabadfogású
| Versenyző               | Versenyszám | 1. forduló                       | 2. forduló                                | 3. forduló                          | 4. forduló                  | 5. forduló                                 | 6. forduló        | 7. forduló        | Döntő             | Helyezés    |
| Versenyző               | Versenyszám | Ellenfél Eredmény                | Ellenfél Eredmény                         | Ellenfél Eredmény                   | Ellenfél Eredmény           | Ellenfél Eredmény                          | Ellenfél Eredmény | Ellenfél Eredmény | Ellenfél Eredmény | Helyezés    |
| ----------------------- | ----------- | -------------------------------- | ----------------------------------------- | ----------------------------------- | --------------------------- | ------------------------------------------ | ----------------- | ----------------- | ----------------- | ----------- |
| Pétrosz Triandafilídisz | 52 kg       | César Solari (ECU) · kizárták    | O Dzsongnjong (O Jeong-Ryong) (KOR) · 3-1 | Mohammad Ghorbani (IRI) · kétvállas | kiesett                     | kiesett                                    | kiesett           | kiesett           | kiesett           | helyezetlen |
| Níkosz Karipídisz       | 63 kg       | Antonio Senosa (PHI) · kétvállas | José Luis García (GUA) · kétvállas        | erőnyerő                            | Vehbi Akdağ (TUR) · 2.5-2.5 | Samseddin Szajed-Abbaszi (IRI) · kétvállas | kiesett           | kiesett           | kiesett           | 4.          |
| Sztéfanosz Joanídisz    | 70 kg       | Muhammad Taj (PAK) · 3-1         | Israel Vargas (MEX) · 1-3                 | Wayne Wells (USA) · kétvállas       | kiesett                     | kiesett                                    | kiesett           |                   | kiesett           | helyezetlen |

## Ökölvívás
| Versenyző                | Versenyszám  | Selejtező         | 32-es főtábla             | Nyolcaddöntő                 | Negyeddöntő       | Elődöntő          | Döntő             | Helyezés |
| Versenyző                | Versenyszám  | Ellenfél Eredmény | Ellenfél Eredmény         | Ellenfél Eredmény            | Ellenfél Eredmény | Ellenfél Eredmény | Ellenfél Eredmény | Helyezés |
| ------------------------ | ------------ | ----------------- | ------------------------- | ---------------------------- | ----------------- | ----------------- | ----------------- | -------- |
| Ángelosz Theotokátosz    | Harmatsúly   | erőnyerő          | John Rakowski (AUS) · 2-3 | kiesett                      | kiesett           | kiesett           | kiesett           | 17.      |
| Evángelosz Ikonomákosz   | Váltósúly    | erőnyerő          | Alan Tottoh (GBR) · 3-2   | Alfonso Ramírez (MEX) · 1-4  | kiesett           | kiesett           | kiesett           | 9.       |
| Efsztáthiosz Alexópulosz | Félnehézsúly |                   | erőnyerő                  | Bernard Malherbe (FRA) · 1-4 | kiesett           | kiesett           | kiesett           | 9.       |

## Sportlövészet
Nyílt
| Versenyző                    | Versenyszám          | Pont | Helyezés |
| ---------------------------- | -------------------- | ---- | -------- |
| Alkiviádisz Papajeorgópulosz | Gyorstüzelő pisztoly | 582  | 22.      |
| Lámbisz Mánthosz             | Sportpuska, fekvő    | 591  | 30.      |
| Joánisz Szkarafíngasz        | Sportpuska, fekvő    | 587  | 49.      |
| Jeórjiosz Pángalosz          | Trap                 | 190  | 25.      |
| Márkosz Dzumárasz            | Trap                 | 187  | 35.      |
| Menélaosz Mihailídisz        | Skeet                | 192  | 9.       |
| Panajótisz Xanthákosz        | Skeet                | 194  | 8.       |

## Súlyemelés
| Versenyző        | Versenyszám | Nyomás                   | Nyomás                   | Szakítás | Szakítás | Lökés    | Lökés    | Összesen | Helyezés |
| Versenyző        | Versenyszám | Eredmény                 | Helyezés                 | Eredmény | Helyezés | Eredmény | Helyezés | Összesen | Helyezés |
| ---------------- | ----------- | ------------------------ | ------------------------ | -------- | -------- | -------- | -------- | -------- | -------- |
| Hrísztosz Jakóvu | 75 kg       | érvényes kísérlet nélkül | érvényes kísérlet nélkül | kiesett  | kiesett  | kiesett  | kiesett  | kiesett  | kiesett  |
| Sztérjosz Cúkasz | 90 kg       | 140,0                    | 16.                      | 130,0    | 13.      | 165,0    | 16.      | 435,0    | 14.      |

## Vitorlázás
Nyílt
| Versenyző                                                       | Versenyszám     | Futam | Futam | Futam | Futam | Futam  | Futam  | Futam | Pontszám | Helyezés |
| Versenyző                                                       | Versenyszám     | 1     | 2     | 3     | 4     | 5      | 6      | 7     | Pontszám | Helyezés |
| --------------------------------------------------------------- | --------------- | ----- | ----- | ----- | ----- | ------ | ------ | ----- | -------- | -------- |
| Panajótisz Kulíngasz                                            | Finn dingi      | 21,0  | 18,0  | 14,0  | 10,0  | 0,0    | (42,0) | 8,0   | 71,0     | 5.       |
| Jeórjiosz Andreádisz Sztávrosz Pszarákisz                       | Repülő hollandi | 27,0  | 27,0  | 25,0  | 25,0  | 26,0   | (36,0) | 21,0  | 151,0    | 22.      |
| Odiszéasz Eszkidzóglu Anasztásziosz Vojadzísz Jeórjiosz Zaímisz | Sárkányhajó     | 20,0  | 16,0  | 14,0  | 22,0  | (24,0) | 14,0   | 23,0  | 109,0    | 15.      |

## Vízilabda
| Görög férfi vízilabdacsapat-játékoskeret | Görög férfi vízilabdacsapat-játékoskeret                                                                        |
| --- | --- |
| - Nikólaosz Cángasz - Andréasz Garífalosz - Kiriákosz Joszifídisz - Thomász Karalógosz - Dimítriosz Kujevetópulosz - Panajótisz Mathiudákisz | - Panajótisz Míhalosz - Jeórjiosz Palikárisz - Joánisz Paliósz - Jeórjiosz Theodorakópulosz - Joánisz Thimarász |

### Eredmények
Csoportkör
B csoport
| Csapat                          | M | Gy | D | V | G+ | G– | Gk  | P  |
| ------------------------------- | - | -- | - | - | -- | -- | --- | -- |
| Olaszország (ITA)               | 7 | 6  | 1 | 0 | 48 | 21 | +27 | 13 |
| Jugoszlávia (YUG)               | 7 | 5  | 1 | 1 | 65 | 18 | +47 | 11 |
| NDK (GDR)                       | 7 | 5  | 1 | 1 | 66 | 22 | +44 | 11 |
| Hollandia (NED)                 | 7 | 4  | 1 | 2 | 42 | 28 | +14 | 9  |
| Japán (JPN)                     | 7 | 3  | 0 | 4 | 26 | 57 | –31 | 6  |
| Mexikó (MEX)                    | 7 | 1  | 1 | 5 | 27 | 56 | –29 | 3  |
| Görögország (GRE)               | 7 | 1  | 0 | 6 | 34 | 62 | –28 | 2  |
| Egyesült Arab Köztársaság (RAU) | 7 | 0  | 1 | 6 | 21 | 65 | –44 | 1  |

| 1968. október 14. 10:00 | Hollandia (NED)      | 9 – 5 | Görögország (GRE) |  |
| 1968. október 14. 10:00 | (2–0, 3–2, 0–1, 4–2) |       |                   |  |
| 1968. október 14. 10:00 | der Voet 5           |       | Paliósz 3         |  |

| 1968. október 15. 15:00 | Japán (JPN)          | 8 – 7 | Görögország (GRE) |  |
| 1968. október 15. 15:00 | (3–1, 2–1, 2–3, 1–2) |       |                   |  |
| 1968. október 15. 15:00 | Isii 4               |       | Paliósz 4         |  |

| 1968. október 16. 15:00 | Görögország (GRE)    | 7 – 6 | Egyesült Arab Köztársaság (RAU) |  |
| 1968. október 16. 15:00 | (0–2, 2–3, 2–1, 3–0) |       |                                 |  |
| 1968. október 16. 15:00 | Paliósz 5            |       | El-Baroudi 5                    |  |

| 1968. október 19. 10:00 | NDK (GDR)            | 11 – 4 | Görögország (GRE) |  |
| 1968. október 19. 10:00 | (3–1, 0–0, 5–1, 3–2) |        |                   |  |
| 1968. október 19. 10:00 | Lange 4              |        | Paliósz 2         |  |

| 1968. október 20. 09:00 | Mexikó (MEX)         | 11 – 8 | Görögország (GRE) |  |
| 1968. október 20. 09:00 | (4–3, 4–1, 1–2, 2–2) |        |                   |  |
| 1968. október 20. 09:00 | R. Chávez 4          |        | Joszifídisz 4     |  |

| 1968. október 21. 10:00 | Jugoszlávia (YUG)    | 11 – 1 | Görögország (GRE) |  |
| 1968. október 21. 10:00 | (3–0, 4–0, 1–1, 3–0) |        |                   |  |
| 1968. október 21. 10:00 | Trumbić 4            |        | Paliósz 1         |  |

| 1968. október 22. 09:00 | Olaszország (ITA)    | 6 – 2 | Görögország (GRE)     |  |
| 1968. október 22. 09:00 | (2–1, 1–0, 2–0, 1–1) |       |                       |  |
| 1968. október 22. 09:00 | három játékos 2      |       | Paliósz, Palikárisz 1 |  |

A 13. helyért
| 1968. október 25. 10:00 | Brazília (BRA)       | 5 – 2 | Görögország (GRE) |  |
| 1968. október 25. 10:00 | (0–1, 1–1, 3–0, 1–0) |       |                   |  |
| 1968. október 25. 10:00 | Pinciroli 4          |       | Paliósz 2         |  |

| Csapat            | Helyezés |
| ----------------- | -------- |
| Görögország (GRE) | 14.      |